# یواس‌اس ولا گلف (سی‌جی-۷۲)
یواس‌اس ولا گلف (سی‌جی-۷۲) (به انگلیسی: USS Vella Gulf (CG-72)) یک کشتی است که طول آن 567 feet (173 m) می‌باشد. این کشتی در سال ۱۹۹۲ ساخته شد.